# ファルク・ミヤ
ファルク・ミヤ（Farouk Miya、1997年11月26日 - ）はウガンダ出身の同国代表サッカー選手。HNKゴリツァ所属。ポジションはミッドフィールダー。

## クラブ経歴
母国ウガンダのヴィッパーズSCでキャリアを始め、2014年、16歳の若さにしてA代表に選出されると、初出場となったセーシェル戦でいきなり代表初得点を決める。10代でウガンダ代表の中心選手として定着した。
2015-2016シーズンの冬の移籍で、その活躍ぶりが認められ、かつて川島永嗣も所属したベルギーリーグのスタンダール・リエージュへの移籍が発表された。契約期間半年の期限付き移籍となっている。
2016年夏、スタンダールへの完全移籍が発表された。移籍金は40万ドルであり、2016年現在、ヴィッパーズSCの史上最高額となっている。

## 代表歴
A代表デビュー後も好調を維持し、アフリカネイションズカップ2017予選でも活躍し、ウガンダを20年ぶりの本戦出場へ貢献すると、本戦では第3節のマリ戦でミドルシュートを決め、ウガンダ代表の39年ぶりとなる大会本戦のゴールを決めた。

### 代表での得点
2018年10月16日現在
| No  | 開催日         | 開催地           | 対戦国       | スコア | 結果 | 試合概要                                       |
| --- | -------------- | ---------------- | ------------ | ------ | ---- | ---------------------------------------------- |
| 1.  | 2014年7月11日  | カンパラ         | セーシェル   | 1–0    | 1–0  | 親善試合                                       |
| 2.  | 2014年11月9日  | カンパラ         | エチオピア   | 3–0    | 3–0  | 親善試合                                       |
| 3.  | 2015年3月25日  | ウヨ             | ナイジェリア | 1–0    | 1–0  | 親善試合                                       |
| 4.  | 2015年6月20日  | ザンジバルシティ | タンザニア   | 3–0    | 3–0  | アフリカネイションズチャンピオンシップ2016予選 |
| 5.  | 2015年10月17日 | カンパラ         | スーダン     | 2–0    | 2–0  | アフリカネイションズチャンピオンシップ2016予選 |
| 6.  | 2015年10月25日 | ハルツーム       | スーダン     | 2–0    | 2–0  | アフリカネイションズチャンピオンシップ2016予選 |
| 7.  | 2015年11月12日 | ロメ             | トーゴ       | 1–0    | 1–0  | 2018 FIFAワールドカップ・アフリカ2次予選       |
| 8.  | 2015年11月15日 | カンパラ         | トーゴ       | 2–0    | 3–0  | 2018 FIFAワールドカップ・アフリカ2次予選       |
| 9.  | 2015年11月15日 | カンパラ         | トーゴ       | 3–0    | 3–0  | 2018 FIFAワールドカップ・アフリカ2次予選       |
| 10. | 2015年11月24日 | アワッサ         | ザンジバル   | 1–0    | 4–0  | CECAFAカップ2015                               |
| 11. | 2015年11月24日 | アワッサ         | ザンジバル   | 2–0    | 4–0  | CECAFAカップ2015                               |
| 12. | 2015年11月30日 | アディスアベバ   | マラウイ     | 1–0    | 2–0  | CECAFAカップ2015                               |
| 13. | 2016年1月19日  | ギセニ           | マリ         | 2–1    | 2–2  | アフリカネイションズチャンピオンシップ2016     |
| 14. | 2016年9月4日   | カンパラ         | コモロ       | 1–0    | 1–0  | アフリカネイションズカップ2017予選・グループD  |
| 15. | 2016年11月12日 | カンパラ         | コンゴ共和国 | 1–0    | 1–0  | 2018 FIFAワールドカップ・アフリカ3次予選       |
| 16. | 2017年1月8日   | ドバイ           | スロバキア   | 2–0    | 3–1  | 親善試合                                       |
| 17. | 2017年1月25日  | オイェム         | マリ         | 1–0    | 1–1  | アフリカネイションズカップ2017                 |
| 18. | 2018年6月2日   | ニアメ           | ニジェール   | 1–2    | 1–2  | 親善試合                                       |
| 19. | 2018年10月13日 | カンパラ         | レソト       | 2–0    | 3–0  | アフリカネイションズカップ2019予選・グループL  |
| 20. | 2018年10月16日 | マセル           | レソト       | 1–0    | 2–0  | アフリカネイションズカップ2019予選・グループL  |
| 21. | 2018年10月16日 | マセル           | レソト       | 2–0    | 2–0  | アフリカネイションズカップ2019予選・グループL  |